# Special Olympics Suriname
Special Olympics Suriname (englisch: Special Olympics Suriname) ist der surinamische Verband von Special Olympics International, der weltweit größten Sportbewegung für Menschen mit geistiger Beeinträchtigung und Mehrfachbeeinträchtigung. Ziel ist die sportliche Förderung dieser Personengruppe und die Sensibilisierung der Gesellschaft für sie. Außerdem betreut der Verband die surinamischen Athletinnen und Athleten bei den Special Olympics Wettbewerben.

## Geschichte
Special Olympics Suriname wurde in den späten 1970er Jahren gegründet.

### Aktivitäten
2021 waren 111 Athletinnen, Athleten und Unified Partner sowie 23 Trainer bei Special Olympics Suriname registriert.
Der Verband nahm 2022 an den Programmen Athlete Leadership, Healthy Athletes und Young Athletes teil, die von Special Olympics International ins Leben gerufen worden waren.

### Sportarten
Folgende Sportarten wurden 2022 vom Verband angeboten: 
- Boccia (Special Olympics)
- Fußball (Special Olympics)
- Leichtathletik (Special Olympics)
- Rhythmische Sportgymnastik (Special Olympics)
- Schwimmen (Special Olympics)
- Turnen (Special Olympics)

### Teilnahme an Weltspielen vor 2020
- 2011 Special Olympics World Summer Games, Athen
- 2013 Special Olympics World Winter Games, PyeongChang, Südkorea
- 2015 Special Olympics World Summer Games, Los Angeles, USA (11 Athletinnen und Athleten)
- 2019 Special Olympics World Summer Games, Abu Dhabi (13 Athletinnen und Athleten)[2]

### Teilnahme an den Special Olympics World Summer Games 2023 in Berlin
Special Olympics Suriname nahm mit einer Delegation von 18 Personen an den Special Olympics World Summer Games 2023 teil, unter anderem in den Disziplinen Boccia, Schwimmen, Leichtathletik und Rhythmische Sportgymnastik. Die Delegation wurde vor den Spielen im Rahmen des Host Town Program von Halle betreut. Das Team gewann bei diesen Weltspielen zwei Gold-, fünf Silber- und 12 Bronzemedaillen. Bereits am ersten Tag der Spiele errang Vanessa Ghogli Bronze in der Rhythmischen Sportgymnastik. Am folgenden Tag holten Orpheo Artiest und Romy Lape Silber bzw. Bronze im Standweitsprung.